# Erminia Frezzolini

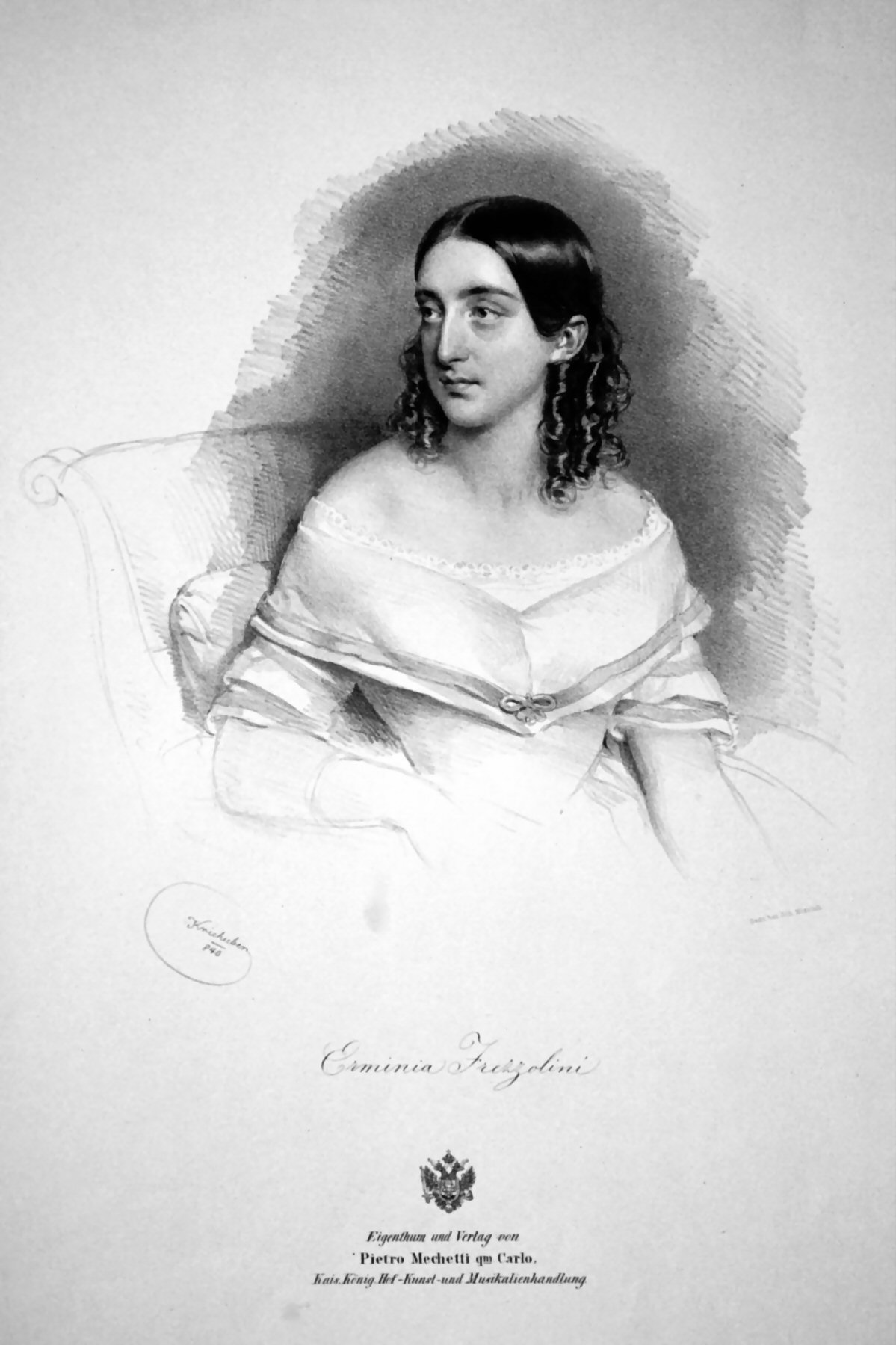
Erminia Frezzolini, Lithographie von Josef Kriehuber, 1840

Erminia Frezzolini, auch Erminia Frezzolini-Poggi (* 27. März 1818 in Orvieto, Italien; † 5. November 1884 in Paris) war eine der bedeutendsten italienischen Opernsängerinnen (Koloratursopran) des 19. Jahrhunderts.

## Leben
Sie war die Tochter von Teresa Basiglio und Giuseppe Frezzolini. Ihre erste Gesangsausbildung erhielt sie von ihrem Vater, später lernte sie bei Manuel García d. J., Nencia Domenico Ronconi und bei Nicola Tacchinardi.
Erminia Frezzolini gab ihr Opern-Debüt 1838 am Teatro del Cocomero in Florenz in der Titelrolle von Vincenzo Bellinis Beatrice di Tenda. Mit dieser Partie hatte sie sehr großen Erfolg und sang sie in den kommenden Jahren noch an neun verschiedenen Theatern, in Reggio Emilia, Pisa, Perugia, Bologna (1839), Turin, Wien, Brescia (1840), Modena (1841) und zuletzt 1847 in Genua. Andere wichtige Partien in Frezzolinis Repertoire waren die Primadonnen-Rollen in Bellinis La straniera, in Donizettis L’elisir d’amore, Lucia di Lammermoor, Anna Bolena und Gemma di Vergy, sowie in Elena da Feltre von Saverio Mercadante.
An der Mailänder Scala war sie zum ersten Mal in der Spielzeit 1839–40, wo sie unter anderem in der Uraufführung von Mercadantes Le due illustri rivali neben Teresa Brambilla und Napoleone Moriani sang, und später in Donizettis Lucrezia Borgia. Nach einer Schwangerschaft ging sie im Frühling 1842 ans Queen’s Theatre in London und kehrte danach an die Scala zurück, wo sie am 1. Februar 1843 die Giselda in der Uraufführung von Verdis Oper I Lombardi alla prima crociata sang. Verdi komponierte für sie außerdem die virtuose Titelrolle in Giovanna d’Arco, die ihre Uraufführung ebenfalls an der Mailänder Scala am 15. Februar 1845 hatte.
Weitere Triumphe feierte die Frezzolini 1846–47 am Teatro San Carlo in Neapel als erste Camilla in Mercadantes Orazi e Curiazi (UA am 10. November 1846), sowie in La regina di Cipro von Giovanni Pacini und als Bellinis Norma.
Es folgte eine internationale Karriere mit Auftritten in Sankt Petersburg (1847–48), London und Madrid (1850–51). Von 1853 bis 1857 hatte sie ein Engagement am Théâtre-Italien in Paris, wo sie 1854 die Leonora in der französischen Premiere von Verdis Il trovatore sang und 1857 die Gilda in Rigoletto. 1858 und 1859 war sie zweimal in den USA, wo sie Konzerte in der New Yorker Academy of Music gab und am Winter Garden Theatre auftrat. Dazwischen kehrte sie zurück nach Europa, um in Paris die Titelrolle in Friedrich von Flotows Martha zu singen.
Ihre Stimme begann ab 1860 nachzulassen, aber sie sang weiterhin in der Oper und trat 1863 in Paris in Verdis Lombardi auf und 1864 in Genua und Mailand als Amina in La sonnambula.
Da die Frezzolini nicht mit Geld umgehen konnte, geriet sie in Schwierigkeiten und war weiterhin gezwungen aufzutreten. Verdi versuchte, ihr 1868 in Neapel mit einem Konzert zu helfen, bei dem etwa 8000 Lire zu ihren Gunsten eingenommen wurden. Die Frezzolini gab bis 1871 weiterhin Konzerte und zog sich danach ins Privatleben zurück.
Danach gab sie Gesangsunterricht in Paris, wo sie am 5. November 1884 verarmt starb.
Erminia Frezzolini war 1840 kurzzeitig mit Otto Nicolai verlobt und nach Auflösung der Verlobung von 1841–1846 mit dem italienischen Tenor Antonio Poggi verheiratet. Später heiratete sie einen Doktor Vigoureux.
Nach ihr ist die Straße Via Erminia Frezzolini in Rom benannt.